# Grand Prix Belgie 1964
Grand Prix Belgie 1964 (oficiálně XXIV Grote Prijs van Belgie) se jela na okruhu Circuit de Spa-Francorchamps v Stavelotu v Belgii dne 14. června 1964. Závod byl třetím v pořadí v sezóně 1964 šampionátu Formule 1.

## Kvalifikace
| Poř. | No. | Jezdec             | Konstruktér     | Čas    | Ztráta |
| ---- | --- | ------------------ | --------------- | ------ | ------ |
| 1    | 15  | Dan Gurney         | Brabham-Climax  | 3:50.9 | —      |
| 2    | 1   | Graham Hill        | BRM             | 3:52.7 | +1.8   |
| 3    | 14  | Jack Brabham       | Brabham-Climax  | 3:52.8 | +1.9   |
| 4    | 24  | Peter Arundell     | Lotus-Climax    | 3:52.8 | +1.9   |
| 5    | 10  | John Surtees       | Ferrari         | 3:55.2 | +4.3   |
| 6    | 23  | Jim Clark          | Lotus-Climax    | 3:56.2 | +5.3   |
| 7    | 20  | Bruce McLaren      | Cooper-Climax   | 3:56.2 | +5.3   |
| 8    | 2   | Richie Ginther     | BRM             | 3:57.2 | +6.3   |
| 9    | 11  | Lorenzo Bandini    | Ferrari         | 3:58.8 | +7.9   |
| 10   | 29  | Peter Revson       | Lotus-BRM       | 3:59.9 | +9.0   |
| 11   | 27  | Chris Amon         | Lotus-BRM       | 4:00.1 | +9.2   |
| 12   | 4   | Trevor Taylor      | BRP-BRM         | 4:00.2 | +9.3   |
| 13   | 17  | Jo Siffert         | Brabham-BRM     | 4:02.7 | +11.8  |
| 14   | 16  | Jo Bonnier         | Brabham-Climax  | 4:02.7 | +11.8  |
| 15   | 21  | Phil Hill          | Cooper-Climax   | 4:02.8 | +11.9  |
| 16   | 3   | Innes Ireland      | BRP-BRM         | 4:04.0 | +13.1  |
| 17   | 6   | Giancarlo Baghetti | BRM             | 4:07.6 | +16.7  |
| 18   | 7   | Tony Maggs         | BRM             | 4:07.8 | +16.9  |
| 19   | 18  | Bob Anderson       | Brabham-Climax  | 4:08.5 | +17.6  |
| 20   | 28  | André Pilette      | Scirocco-Climax | 4:22.9 | +32.0  |

## Závod
| Poř.   | No. | Jezdec             | Konstruktér     | Počet kol | Čas/Odstoupení          | Pořadí na startu | Body |
| ------ | --- | ------------------ | --------------- | --------- | ----------------------- | ---------------- | ---- |
| 1      | 23  | Jim Clark          | Lotus-Climax    | 32        | 2:06:40.5               | 6                | 9    |
| 2      | 20  | Bruce McLaren      | Cooper-Climax   | 32        | + 3.4                   | 7                | 6    |
| 3      | 14  | Jack Brabham       | Brabham-Climax  | 32        | + 48.1                  | 3                | 4    |
| 4      | 2   | Richie Ginther     | BRM             | 32        | + 1:58.6                | 8                | 3    |
| 5      | 1   | Graham Hill        | BRM             | 31        | Palivové čerpadlo       | 2                | 2    |
| 6      | 15  | Dan Gurney         | Brabham-Climax  | 31        | Nedostatek paliva       | 1                | 1    |
| 7      | 4   | Trevor Taylor      | BRP-BRM         | 31        | + 1 kolo                | 12               |      |
| 8      | 6   | Giancarlo Baghetti | BRM             | 31        | + 1 kolo                | 17               |      |
| 9      | 24  | Peter Arundell     | Lotus-Climax    | 28        | Přehřátí                | 4                |      |
| 10     | 3   | Innes Ireland      | BRP-BRM         | 28        | + 4 kola                | 16               |      |
| DSQ    | 29  | Peter Revson       | Lotus-BRM       | 28        | Diskvalifikace          | 10               |      |
| Ret    | 17  | Jo Siffert         | Brabham-BRM     | 14        | Motor                   | 13               |      |
| Ret    | 21  | Phil Hill          | Cooper-Climax   | 13        | Motor                   | 15               |      |
| Ret    | 11  | Lorenzo Bandini    | Ferrari         | 12        | Motor                   | 9                |      |
| Ret    | 28  | André Pilette      | Scirocco-Climax | 11        | Motor                   | 20               |      |
| Ret    | 16  | Jo Bonnier         | Brabham-BRM     | 8         | Zdravotní nezpůsobilost | 14               |      |
| Ret    | 10  | John Surtees       | Ferrari         | 3         | Motor                   | 5                |      |
| Ret    | 27  | Chris Amon         | Lotus-BRM       | 3         | Motor                   | 11               |      |
| DNS    | 7   | Tony Maggs         | BRM             |           | Motor                   | (18)             |      |
| DNS    | 18  | Bob Anderson       | Brabham-Climax  |           | Zapalování              | (19)             |      |
| Zdroj: |     |                    |                 |           |                         |                  |      |

## Průběžné pořadí po závodě
Pohár jezdců
|        | Pořadí | Jezdec         | Body |
| ------ | ------ | -------------- | ---- |
| 1      | 1      | Jim Clark      | 21   |
| 1      | 2      | Graham Hill    | 14   |
| 1      | 3      | Richie Ginther | 9    |
| 1      | 4      | Peter Arundell | 8    |
| 5      | 5      | Bruce McLaren  | 6    |
| Zdroj: |        |                |      |

Pohár konstruktérů
|        | Pořadí | Konstruktér    | Body |
| ------ | ------ | -------------- | ---- |
|        | 1      | Lotus-Climax   | 22   |
|        | 2      | BRM            | 15   |
| 2      | 3      | Cooper-Climax  | 8    |
| 1      | 4      | Ferrari        | 6    |
| 1      | 5      | Brabham-Climax | 5    |
| Zdroj: |        |                |      |